# 豊田市立挙母小学校
豊田市立挙母小学校（とよたしりつ ころもしょうがっこう）は、愛知県豊田市平芝町にある小学校である。公立中学校に進学する場合、進学先中学校は豊田市立崇化館中学校となる。

## 沿革
- 1872年（明治5年）6月2日 - 挙母藩の藩校である崇化館の跡地に挙母郷学校として開校[1][2]。
- 1873年（明治6年）11月1日 - 第2学区第9中学区第74番小学挙母学校に改称[2]。
- 1922年（大正11年）10月28日 - 学制発布50周年記念運動会と記念式典を挙行[2]。
- 1928年（昭和3年）10月 - 現在地に移転[1]。
- 1932年（昭和7年）4月22日 - 鳩山一郎文部大臣が来校[2]。
- 1940年（昭和15年） - 挙母第一尋常小学校に改称[2]。
- 1941年（昭和16年） - 挙母町第一国民学校に改称[2]。
- 1947年（昭和22年）4月1日 - 挙母町立第一小学校に改称[2]。
- 1948年（昭和23年）10月 - 挙母町立東小学校に改称[2]。
- 1951年（昭和26年）3月1日 - 挙母町が市制施行して挙母市となったことで挙母市立東小学校と改称[2]。
- 1959年（昭和34年）1月1日 - 挙母市が豊田市に改称したことで豊田市立東小学校と改称[2]。
- 1972年（昭和47年）3月26日 - 創立100周年記念バザーを開催[2]。
- 1972年（昭和47年）4月 - 豊田市立元城小学校を分離[1]。
- 1973年（昭和48年）4月 - 豊田市立梅坪小学校および豊田市立朝日小学校を分離[1]。

## 交通
- 名鉄三河線豊田市駅または愛知環状鉄道・愛知環状鉄道線新豊田駅から徒歩約10分。

## 著名な出身者
- 杉浦忠 - 元プロ野球選手（投手）[3]
- 平田洋 - 元プロ野球選手（投手）[4]。現在は豊田鉄工に在職[5]。
- 諏訪道彦 - テレビプロデューサー
- 牧野義雄 ‐ 画家。父親の挙母藩士・牧野利幹は本校の前身である挙母郷学校設立者で教師。